# کاتلین هپبورن
کاتلین هپبورن (انگلیسی: Kathleen Hepburn؛ زادهٔ) فیلم‌نامه‌نویس، کارگردان فیلم اهل کانادا است.

## فیلمشناسی
- هرگز یکنواخت نباش، هرگز بی حرکت نباش